# Afrixalus brachycnemis
Afrixalus brachycnemis és una espècie de granota de la família dels hiperòlids que viu a Malawi, Moçambic, Tanzània i, possiblement també, a Zàmbia.
Està amenaçada d'extinció per la pèrdua del seu hàbitat natural.